# Diardia relicta
Diardia relicta är en insektsart som beskrevs av Ludwig Redtenbacher 1908. Diardia relicta ingår i släktet Diardia och familjen Diapheromeridae. Inga underarter finns listade i Catalogue of Life.